# Amplilygrus
Amplilygrus is een kevergeslacht uit de familie van de boktorren (Cerambycidae). De wetenschappelijke naam van het geslacht werd voor het eerst geldig gepubliceerd in 2004 door Adlbauer.

## Soorten
Amplilygrus is monotypisch en omvat slechts de volgende soort:
- Amplilygrus cruciatus Adlbauer, 2004